# Jean Nicolay

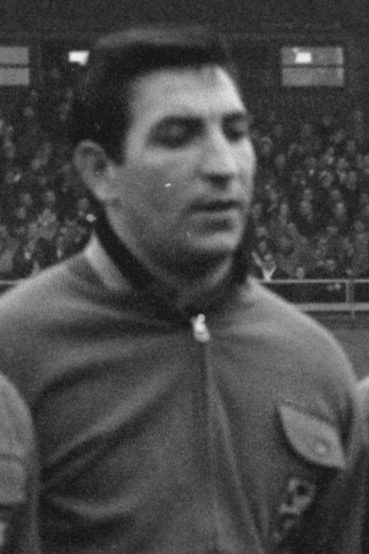
Jean Nicolay (1961)

Jean Nicolay (* 27. Dezember 1937; † 18. August 2014) war ein belgischer Fußballspieler. 1963 erhielt der Torhüter – als erster Spieler auf dieser Position – den Goldenen Schuh als Belgiens Fußballer des Jahres. Später war er als Torwarttrainer international tätig.

## Sportlicher Werdegang
Nicolay rückte 1955 in die Wettkampfmannschaft von Standard Lüttich auf. Bis 1969 bestritt er für den Klub wettbewerbsübergreifend über 500 Pflichtspiele. Dabei gewann er 1958, 1961, 1963 und 1969 den belgischen Meistertitel, 1966 und 1967 holte er zudem den belgischen Landespokal. Seine guten Leistungen führten ihn im Mai 1959 zum Debüt im belgischen Nationaltrikot, bis 1967 bestritt er 39 Länderspiele. Davor war er bereits von 1955 bis 1957 in acht U-19-Länderspielen sowie im Jahre 1958 in einem U-21-Ländermatch im Einsatz gewesen.
1969 wechselte Nicolay zum Erstligaabsteiger Royal Daring Club, mit dem er 1970 das Pokalfinale erreichte. Nachdem es durch Tore des Schweden Tom Turesson und Pierre Carteus bis zur Halbzeit nur 0:2 gegen den FC Brügge gestanden hatte, endete die Partie durch eine 1:6-Niederlage mit dem höchsten Endspielergebnis in der Geschichte des Pokalwettbewerbs. Später lief er noch für den RFC Tilleur auf.
Nach dem Abschluss seiner aktiven Laufbahn verdingte Nicolay sich als Torwarttrainer. Dabei war er unter anderem bei seinem Heimatverein Standard Lüttich tätig, zudem engagierte er sich bei KV Mechelen und dem FC Metz. Mit der Schweizer „Nati“ und der belgischen Nationalmannschaft gehörten auch Auswahlmannschaften zu seinen Arbeitgebern. Unter anderem betreute er Michel Preud’homme.